# Pachydactylus latirostris
Pachydactylus latirostris — вид геконоподібних ящірок родини геконових (Gekkonidae). Мешкає в Намібії і Південно-Африканській Республіці.

## Поширення і екологія
Pachydactylus latirostris мешкають на півночі і півдні Намібії, а також на більшій частині Північнокапської провінції в ПАР. Вони живуть на піщаних рівнинах, слабо порослих рослинністю, та в сухих руслах річок. Зустрічаються на висоті до 1500 м над рівнем моря.